# Наследование (право)

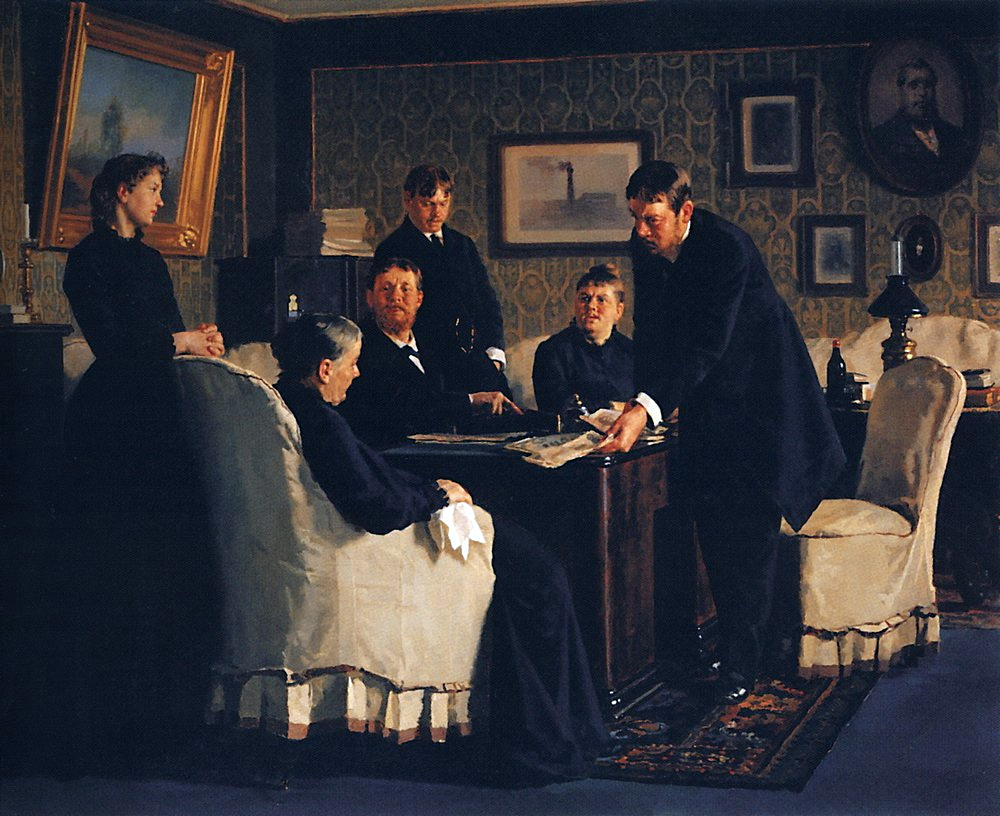
Н. В. Неврев «Семейные расчёты (Раздел по наследству)», 1888 год.

Насле́дование — переход имущества, прав и связанных с ними обязанностей умершего лица (наследодателя) к иным лицам (наследникам).
Комплекс имущества, прав и обязанностей, получаемых при наследовании, называют наследственным имуществом, наследственной массой, наследством. Наследство умершего переходит к наследникам в порядке универсального правопреемства, то есть в неизменном виде как единое целое и в один и тот же момент.
Унаследовать можно и (дворянские) титулы и престол (престолонаследие). В публицистике и историографии иногда говорят о «наследстве» отдельных распавшихся государств, особенно крупных империй. Популярны словосочетания «Война за испанское наследство», «Война за австрийское наследство», «Война за баварское наследство».

## История
Наследование и наследство испокон веков играли большую роль в культурах различных стран и народов. Концепция наследования как некоего универсального посмертного преемства на все имущество умершего возникла в истории человеческого общества далеко не сразу.
В примитивных обществах принадлежавшее покойному движимое имущество часто рассматривалось как бесхозяйное, ничье, подлежащее свободному завладению любым. Пережиток этого сохранился в римском праве, которое провозглашало, что понятие воровства неприменимо к захвату наследственного имущества (rei hereditariae furtum non fit): пока оно не принято наследником, оно ещё ничье, и потому завладение им не есть кража. Но уже в древности возникла идея, что родственники умершего должны иметь преимущественное право на оставшееся после него имущество.
По отношению к недвижимости отношение с самого начала было иным. Древнейшему праву была неизвестна индивидуальная собственность на землю, она принадлежала общинам, родам, семьям и поэтому смерть отдельного домохозяина не означала наступления бесхозяйности для той земли, которой он пользовался. Собственник (семья, род, община) не исчезал, а лишь менялись лица, имевшие право на непосредственное пользование.
Наследование изначально возникло только как наследование по закону. Предопределённый семейным строем порядок наследования не должен был изменяться. Идея прижизненного волеизъявления собственника о порядке наследования его имущества возникала постепенно. Одним из древнейших видов посмертных распоряжений было распоряжение отца о разделе семейного имущества между детьми — законными наследниками. Другим способом такого распоряжения было усыновление будущего наследника.
Чтобы не дробить имущество семьи между детьми наследодателя (а в древности детей в семьях рождалось много), действовало правило майората, при котором всё имущество родителей наследовал старший сын и только он. Иначе бы имущество, в том числе земля, в конечном итоге раздробились бы на мельчайшие клочки, с которых владельцам невозможно было бы прокормиться. В средневековой Европе младшие дети дворян, не получившие наследства, назывались шевалье — именно шевалье и были странствующими рыцарями (см. тж. рыцарь), тема которых значима в европейских культуре и искусстве. У некоторых кавказских народов правило майората имело оговорку, что старший сын, наследуя всё, должен был обеспечить каждого младшего брата конём, оружием и походным снаряжением.
Имеется сообщение, что у монголо-татар во времена к монголо-татарскому нашествию на Русь всё имущество семьи наследовал, наоборот, «младший сын любимой жены» (жён было больше одной), объясняя это тем, что ко времени смерти главы семьи старшие сыновья (многие из них) погибали в войнах.
Дальнейшим этапом стало назначение из имущества, переходящего к законным наследникам, отдельных частичных выдач (отказов, или легатов) в пользу церкви. У некоторых народов, отступление от обычных норм законного наследования и назначение наследника начинает допускаться с согласия всей общины, народного собрания (древнеримское testamentum comitiis calatis).
При этом свобода завещательных распоряжений допускалась легче по отношению к движимости и труднее по отношению к недвижимости. Так например, в германском обычном праве завещание могло касаться только движимого имущества, а недвижимость должна была переходить непременно к законным наследникам и даже не подлежала ответственности за долги (см. Фидеикомисс). Свобода завещания долго не допускалась по отношению к родовому, унаследованному имуществу.
Поскольку наследование ставит одних людей с самого начала в более привилегированное положение, чем других, то само право наследования неоднократно подвергалось критике.
Одним из первых декретов Советской власти, принятым в апреле 1918 года, наследование было отменено. Имущество, оставшееся после смерти владельца, объявлялось достоянием РСФСР. Лишь нетрудоспособные родственники умершего могли получить содержание из него. Если имущество умершего не превышало десяти тысяч рублей, в частности состояло из усадьбы, домашней обстановки и средств производства трудового хозяйства в городе или деревне, то оно поступало в непосредственное управление и распоряжение имеющихся налицо супруга и других указанных близких родственников. Институт наследования был вновь введён в России в 1922 году, но общая сумма наследства не могла превышать 10 000 золотых рублей. Затем это ограничение было отменено.
С 1.03.2002 г. вступила в силу 3-я часть ГК РФ, посвящённая наследственному праву, согласно которой число очередей наследников по закону доведено до восьми.

## Состав наследства
В состав наследства входят принадлежавшие наследодателю на день открытия наследства вещи, иное имущество, в том числе имущественные права и обязанности;
Не входят в состав наследства права и обязанности, неразрывно связанные с личностью наследодателя, в частности право на алименты, право на возмещение вреда, причинённого жизни или здоровью гражданина, а также права и обязанности, переход которых в порядке наследования не допускается. Также в состав наследства не входят личные неимущественные права (например, право на имя — составляющая авторского пра́ва) и другие нематериальные блага.

### Ответственность наследников по долгам наследодателя
По действующему российскому праву, каждый из принявших наследство наследников отвечает по долгам наследодателя, но только в пределах стоимости унаследованного имущества (ст.1175 ГК РФ), с учётом того, что наследство (доля данного наследника) может быть принято наследником только в полном объёме («принятие части наследства (части доли) означает принятие всего наследства» (всей доли)). Таким образом, ошибочно распространённое мнение, будто вопрос принятия наследства — лотерея, что при принятии наследства важно предварительно выяснить, сколько долгов оставил покойный наследодатель (лотерея заключается не в том, прибыль получишь или убыток, а в том, что либо будет прибыль, либо останешься с тем, что имел до наследования).
Римское право предусматривало неограниченную ответственность принявших наследство наследников по долгам наследодателя. Такое же правило было установлено и законодательством Российской империи.
См. также: пеоны.

## Открытие наследства
Наследство открывается со смертью наследодателя. Объявление судом умершим влечёт за собой те же правовые последствия, что и смерть (ст. 1113 ГК РФ).

### Время открытия наследства
Днём открытия наследства является день смерти гражданина. При объявлении наследодателя умершим (см. объявление умершим) днём открытия наследства является день вступления в законную силу решения суда об объявлении его умершим. А в случае, когда днём смерти признан день его предполагаемой гибели — день смерти, указанный в решении суда.
Вопрос о наследовании друг другу лицами, умершими в один день (коммориентами), в праве различных государств решается по-разному. В России лица, умершие в один и тот же день, если невозможно установить точное время смерти каждого, считаются в целях наследственного правопреемства умершими одновременно и не наследуют друг после друга. При этом к наследованию призываются наследники каждого из них. Однако если время смерти установлено (или, в случае лиц, признанных умершими, определено судом), умерший позже наследует после умершего ранее (см. Коммориенты).

### Место открытия наследства
Местом открытия наследства является последнее место жительства наследодателя. Если последнее место жительства наследодателя, обладавшего имуществом на территории России, неизвестно или находится за её пределами, местом открытия наследства в России признаётся место нахождения такого наследственного имущества. Если такое наследственное имущество находится в разных местах, местом открытия наследства является место нахождения входящих в его состав недвижимого имущества или наиболее ценной части недвижимого имущества, а при отсутствии недвижимого имущества — место нахождения движимого имущества или наиболее ценной части. Ценность имущества определяется исходя из его рыночной стоимости.

## Лица, которые могут призываться к наследованию
К наследованию могут призываться физические лица, находящиеся в живых в день открытия наследства, а также зачатые при жизни наследодателя и родившиеся живыми после открытия наследства (насцитурусы).
К наследованию по завещанию могут призываться также указанные в нём юридические лица, существующие на день открытия наследства, Российская Федерация, муниципальные образования, иностранные государства и международные организации. К наследованию по закону призывается также Российская Федерация в порядке наследования выморочного имущества.
Если призванный наследник умирает до принятия наследства, то в соответствии с наследственной трансмиссией к наследованию призываются его наследники.

### Недостойные наследники
Не наследуют ни по закону, ни по завещанию лица, которые своими умышленными противоправными действиями, направленными против наследодателя, его наследников или против осуществления последней воли наследодателя, выраженной в завещании, способствовали (либо пытались способствовать) призванию их самих или других лиц к наследованию либо увеличению причитающейся им (другим лицам) доли наследства, если эти обстоятельства подтверждены в судебном порядке. В частности, убийца не может наследовать наследство убитого им — ни по завещанию, ни по закону. Однако лица, которым наследодатель уже после утраты ими права наследования завещал имущество, вправе наследовать это имущество.
Не наследуют по закону родители после детей, в отношении которых родители были в судебном порядке лишены родительских прав и не восстановлены в этих правах ко дню открытия наследства.
По требованию заинтересованного лица суд отстраняет от наследования по закону лиц, злостно уклонявшихся от выполнения лежавших на них в силу закона обязанностей по содержанию наследодателя.

## Основания наследования
Существуют 2 основания наследования: по завещанию и по закону. По закону наследуют ближайшие родственники умершего, обычно в том случае, если он не оставил завещание; по завещанию имущество может получить кто угодно — не только физические лица, но также частные организации и само государство.

### Наследование по закону
По закону наследуется имущество наследодателя, которое не было им завещано. Все возможные наследники по закону делятся на несколько очередей. Наследники каждой очереди могут наследовать имущество, если наследники всех предшествующих очередей отсутствуют, не приняли наследство, отказались от него, либо утратили на него право (согласно завещанию или в результате своих противоправных действий). Имущество, наследуемое по закону, делится поровну между наследниками соответствующей очереди.
Основанием для наследования служит степень родства с умершим, которая изъясняется, при помощи Римского права (игнорировать его нельзя ибо оно является основным законным постулатом законной юрисдикции, таким образом в той, или иной мере используется в основных положениях, своде законов практически всех развитых стран мира), таким образом;
Первую категорию — составляет прямое нисходящее потомство наследодателя: сыновья (прямые наследники), дочери от правильного брака (официально зарегистрированный брак), а также внуки от умерших ранее детей, которым предоставлялось право наследовать вместо их родителей и в тех же долях.
Вторую категорию — составляли восходящие и полнородные родственники: отец, мать, бабки, полнородные братья и сестры, племянники по полнородным братьям и сёстрам, которым предоставлялось право наследовать вместо их родителей.
Третью категорию — составляли неполнородные родственники: единокровные и единоутробные братья и сестры. Другие боковые родственники всех степеней отдалённости родства и неполнокровия «до бесконечности» (лат. ad infinitum) составляли четвёртую категорию.
То есть сначала нужно определить степень родства с умершим (категорию), а потом уже на основании степени родства (если возникли сложности на этом этапе), определить очерёдность, внутри очереди. Сын внутри семьи ставился всегда на первое место, в виду одного, или нескольких браков дочерей (в древности, да и сейчас искусственным образом наследство не родственникам, или дальним родственникам без соответствующих прав, а в древности без разрешения наследодателя не осуществлялась вовсе — Пример; Например дочь (у которой есть имеющий определённое большое имущество отец), обворожил молодой юноша, польстившись на богатство её отца, зная, что у него нет сыновей, то по праву собственника, отец мог запретить такой брак, не дав своего благословления (в современном мире разрешения на этот брак), в противном случае, без согласия отца, выйдя замуж девушка лишалась, права наследования и наследства), исключение, в древности имели лишь династические браки, действовала строгая ранговая политика (например виконт, в браке с августейшей (монаршей) особой, не мог наследовать трон не при каких обстоятельствах, без особого повеления монарха и абсолютного признания всеми этого действия в дворянском обществе, если был хотя бы один несогласный, который имел равные права, с монаршей особой, это могло послужить действием к очередному конфликту и спору, то есть являлось не на сто процентов легитимным действием и могло быть оспорено в процессуальном порядке в исключительной для этих процессах форме),
В настоящее время в России установлены восемь очередей наследников по закону:
- Первая очередь — супруг(а), родители и дети (а также внуки и их потомки по праву представления);
- Вторая очередь — родные братья и сёстры (в том числе неполнородные), дедушки и бабушки (а также племянники и племянницы по праву представления);
- Третья очередь — родные дяди и тёти (а также двоюродные братья и сёстры по праву представления);
- Четвёртая очередь — прадедушки и прабабушки;
- Пятая очередь — дети племянников и племянниц, родные братья и сёстры бабушек и дедушек;
- Шестая очередь — внуки племянников и племянниц, дети двоюродных братьев и сестёр, двоюродные дяди и тёти (дети родных братьев и сестёр бабушек и дедушек);
- Седьмая очередь — пасынки, падчерицы, отчим и мачеха.
- Восьмая очередь — нетрудоспособные иждивенцы наследодателя наследуют самостоятельно в качестве наследников восьмой очереди. (п. 3 ст. 1148 ГК РФ)
  - Нетрудоспособные наследники по закону, из первых 7 очередей (и независимо от этой очереди), не менее года до смерти наследодателя состоявшие на его иждивении (независимо от того, проживали они совместно или нет), наследуют вместе и наравне с наследниками той очереди, которая призывается к наследству.
  - Нетрудоспособные лица, не входящие в первые 7 очередей, но не менее года до смерти наследодателя состоявшие на его иждивении и проживавшие совместно с ним, наследуют вместе и наравне с наследниками той очереди, которая призывается к наследству.

Определение очереди наследования производится в двух основных случаях:
- когда завещания умершего отсутствует,
- когда завещание оспорено и по решению суда аннулировано после смерти составителя.

Если наследник по закону умирает раньше наследодателя или одновременно с ним, то в некоторых случаях потомки этого наследника получают возможность наследовать вместо него по праву представления: в этом случае доля, которая причиталась бы этому умершему наследнику, делится между его потомками. В настоящее время в России наследуют по праву представления:
- Внуки наследодателя и их прямые потомки — вместо детей наследодателя (1 очередь);
- Племянники и племянницы наследодателя — вместо родных братьев и сестёр (2 очередь);
- Двоюродные братья и сёстры наследодателя — вместо родных братьев и сестёр родителей наследодателя (3 очередь).

Во втором и третьем случае право представления ограничено только детьми умерших наследников; более дальние потомки относятся к 5 и 6 очередям или не наследуют по закону вообще.
Во времена СССР (в РСФСР) очередей наследования было в несколько раз меньше (так что в гораздо большем количестве случаев наследуемое имущество переходило государству). 
Например, племянники и племянницы в РСФСР в качестве наследников по закону не предусматривались, хотя законодательства некоторых союзных республик предусматривали наследование по закону племянниками и племянницами (напр. Узбекской ССР).

### Наследование по завещанию
Завещание — односторонняя сделка, распоряжение своим имуществом на случай смерти. Оно вступает в действие с момента открытия наследства, когда уже нет в живых наследодателя. Оно представляет собой выражение воли завещателя, которая непосредственно связана с его личностью. Право завещать имущество является элементом правоспособности. Завещатель вправе распорядиться любым своим имуществом, в том числе и тем, которое он приобретёт в будущем. Кроме того, завещатель вправе лишить наследства одного или нескольких наследников по закону, причём содержание завещания может этим исчерпываться.
Завещание должно быть составлено в письменной форме и заверено нотариусом. К нотариально заверенным завещаниям приравниваются завещания, составленные гражданами, находящимися в особых условиях (медицинское учреждение, дом престарелых, корабль дальнего плавания, места лишения свободы, воинская часть, экспедиция) и заверенные соответствующим должностным лицом (главным или дежурным врачом, капитаном корабля, начальником экспедиции, командиром части и т. д.). Несоблюдение требования об удостоверении завещания влечёт его недействительность, однако в случае чрезвычайных обстоятельств, несущих явную угрозу жизни (согласно ст. 1129 Гражданского Кодекса) допускается составление завещания в простой письменной форме. При этом при подписании завещания должны присутствовать два свидетеля, а в течение месяца после исчезновения угрожающих обстоятельств такое завещание должно быть заменено на завещание, составленное согласно общим правилам.
Завещатель по принципу свободы завещания вправе отменить или изменить (дополнить) составленное им завещание в любое время после его совершения и не обязан сообщать кому-либо об этом, а также указывать причины его отмены/изменения. При этом новое завещание, даже не содержащее явных указаний об отмене предыдущего, отменяет те его положения, которым оно противоречит.
Наследниками по завещанию могут быть физические и юридические лица, международные организации т. д.

### Обязательная доля
Несовершеннолетние или нетрудоспособные дети наследодателя, его нетрудоспособные супруг и родители, а также нетрудоспособные иждивенцы (подлежащие призванию к наследованию см. выше), наследуют независимо от завещания не менее 1/2 доли, которая причиталась бы каждому из них при наследовании по закону (ст.1149 ГК РФ). Доля рассчитывается с учётом имущества, не фигурирующего в завещании. Когда его недостаточно, используются и завещанные ценности.

## Процедура
Вступить в права наследования по законодательству России, Белоруссии и Казахстана нужно в течение 6 месяцев после открытия наследства. Если же в течение шести месяцев наследник не заявил о своих правах по уважительной причине или если наследник не знал и не должен был знать об открытии наследства, суд может восстановить срок наследования имущества. Также суд может восстановить срок наследования по причине болезни наследника или в связи с обстоятельствами, затрудняющими вступление в наследство.
Вступить в права наследования, или принять наследство можно двумя путями:
— путём подачи заявления нотариусу;
— путём совершения действий, свидетельствующих о фактическом принятии наследства, как то:
вступление во владение или в управление наследственным имуществом;
принятие мер по сохранению наследственного имущества, защите его от посягательств или притязаний третьих лиц;
оплата за свой счёт расходов на содержание наследственного имущества;
оплата за свой счёт долгов наследодателя или получение от третьих лиц причитавшиеся наследодателю денежных средств (п. 2 ст. 1153 ГК РФ).
Если наследник фактически принял наследство, но не обращался с заявлением о принятии наследства, то необходимо установить факт принятия наследства в судебном порядке по правилам гражданского судопроизводства РФ. Установление факта принятия наследства производится в особом порядке.
Наследство может быть принято наследником по истечении срока принятия наследства без обращения в суд при условии согласия в письменной форме от всех наследников, принявших наследство. Если это согласие в письменной форме даётся наследниками не в присутствии нотариуса, их подписи на документах о согласии должны быть засвидетельствованы (в порядке абзаца 2 пункта 1 ст.1153 ГК РФ). Согласие наследников является основанием аннулирования нотариусом ранее выданного свидетельства о праве на наследство и основанием выдачи нового свидетельства.
По искам наследников суд определяет доли всех наследников в наследственном имуществе оставшимся после умершего, также при необходимости определяет меры по защите интересов нового наследника на причитающуюся ему долю/доли в наследуемом имуществе после умершего. Ранее выданные свидетельства о праве на наследство признаются по решению суда недействительными.
При наследовании по закону, если наследственное имущество переходит к двум или нескольким наследникам, и при наследовании по завещанию, если оно завещано двум или нескольким наследникам без указания наследуемого каждым из них конкретного имущества, наследственное имущество поступает со дня открытия наследства в общую долевую собственность наследников, затем оно может быть разделено по соглашению между ними (ст.1164 и 1165 ГК РФ).
Акт принятия наследства является односторонней сделкой, он носит универсальный, безоговорочный, безотзывный (лицо, подавшее нотариусу заявление о принятии наследства, не может взять его обратно) характер, имеет обратную силу (наследство считается принятым с момента открытия наследства, а не с момента его принятия).

## Выморочное имущество
Если какое-либо имущество не может быть унаследовано ни по закону, ни по завещанию (наследники отсутствуют, не приняли наследство, утратили на него право), то это имущество называется выморочным. В Российской Федерации такое имущество (кроме недвижимости) переходит в собственность Российской Федерации, а недвижимость — в собственность соответствующего муниципального образования или города федерального значения, на территории которого недвижимость находится.